# Japan Ice Hockey League 1987/88
Die Saison 1987/88 war die 22. Spielzeit der Japan Ice Hockey League, der höchsten japanischen Eishockeyspielklasse. Meister wurden zum insgesamt zehnten Mal in der Vereinsgeschichte die Ōji Eagles. Topscorer mit 41 Punkten wurde Yuji Iwamoto vom Snow Brand Ice Hockey Club.

## Modus
In der Regulären Saison absolvierte jede der sechs Mannschaften insgesamt 30 Spiele. Der Erstplatzierte nach der Regulären Saison wurde Meister. Für einen Sieg erhielt jede Mannschaft zwei Punkte, bei einem Unentschieden einen Punkt und bei einer Niederlage null Punkte.

## Reguläre Saison

### Tabelle
|    | Team                                | GP | W  | L  | T | GF  | GA  | Pts |
| -- | ----------------------------------- | -- | -- | -- | - | --- | --- | --- |
| 1. | Ōji Eagles                          | 30 | 21 | 6  | 3 | 135 | 83  | 45  |
| 2. | Kokudo Ice Hockey Club              | 30 | 20 | 6  | 4 | 134 | 79  | 44  |
| 3. | Snow Brand Ice Hockey Club          | 30 | 16 | 9  | 5 | 108 | 82  | 37  |
| 4. | Seibu Prince Rabbits                | 30 | 12 | 15 | 3 | 92  | 108 | 27  |
| 5. | Jūjō Papaer Kushiro Ice Hockey Club | 30 | 6  | 21 | 3 | 77  | 127 | 15  |
| 6. | Furukawa Ice Hockey Club            | 30 | 5  | 23 | 2 | 76  | 143 | 12  |

GP = Spiele, W = Siege, L = Niederlagen, T = Unentschieden

### Topscorer
Abkürzungen: T = Tore, A = Assists, P = Punkte
|     | Spieler           | Team       | T  | A  | P  |
| --- | ----------------- | ---------- | -- | -- | -- |
| 1.  | Yuji Iwamoto      | Snow Brand | 18 | 23 | 41 |
| 2.  | Toshiyuki Yajima  | Ōji        | 31 | 8  | 39 |
| 3.  | Kazumi Unjo       | Kokudo     | 22 | 16 | 38 |
| 4.  | Mikiya Kurata     | Snow Brand | 15 | 17 | 32 |
| 4.  | Norio Suzuki      | Ōji        | 14 | 18 | 32 |
| 6.  | Shinji Sawazaki   | Jujo       | 15 | 11 | 26 |
| 6.  | Yuji Iga          | Kokudo     | 9  | 17 | 26 |
| 8.. | Hiroshi Hikigi    | Ōji        | 14 | 10 | 24 |
| 8.  | Michiaki Sekikawa | Kokudo     | 14 | 10 | 24 |
| 10. | Yoshitaka Kano    | Ōji        | 16 | 7  | 23 |
| 10. | Satoru Misawa     | Seibu      | 7  | 16 | 23 |

## Auszeichnungen
- Most Valuable Player – Toshiyuki Yajima, Ōji Eagles
- Rookie of the Year – Hidekatsu Takagi, Ōji Eagles

## All-Star-Team
| Tor          | Katsunori Hirano (Ōji) | Katsunori Hirano (Ōji) | Katsunori Hirano (Ōji)    | Katsunori Hirano (Ōji)    | Katsunori Hirano (Ōji) | Katsunori Hirano (Ōji) |
| Verteidigung | Kunio Takagi (Kokudo)  | Kunio Takagi (Kokudo)  | Kunio Takagi (Kokudo)     | Koji Wakasa (Ōji)         | Koji Wakasa (Ōji)      | Koji Wakasa (Ōji)      |
| Sturm        | Toshiyuki Yajima (Ōji) | Toshiyuki Yajima (Ōji) | Yuji Iwamoto (Snow Brand) | Yuji Iwamoto (Snow Brand) | Norio Suzuki (Ōji)     | Norio Suzuki (Ōji)     |